# Belägringen av Wismar
Belägringen av Wismar ägde rum mellan den 11 juni 1715 till april 1716 under det stora nordiska kriget. En preussisk-dansk armé, som bestod av 10 000 danska-, 4 000 preussiska- och 4 000 hannoverska soldater under befäl av den danska generalen Frantz Joachim von Dewitz, belägrade den svenska staden och intog den. Wismar var på den tiden Europas största fästning, med 700 kanoner, 18 bastioner, 9 raveliner och två citadeller, och hotades flera gånger tidigare innan de allierades ankomst år 1715.